# 委內瑞拉雙電鰩
委內瑞拉雙電鰩（學名：Diplobatis guamachensis），又稱委內瑞拉雙電鱝，為軟骨魚綱電鰩目雙鰭電鰩科雙電鰩屬的一種，被IUCN列為易危保育類動物，分布於中西大西洋委內瑞拉海域，深度30至185公尺，體長可達20公分，棲息在大陸棚沙泥底質海域，為底棲性魚類，屬肉食性，體內的發電器官，可能用來防禦或捕食，生活習性不明。